# José Manuel Pando Solares
José Manuel Pando Solares (La Paz, 27 de dezembro de 1849 — La Paz, 17 de junho de 1917) foi um político boliviano e presidente de seu país entre 25 de outubro de 1899 e 14 de agosto de 1904.
No Acre, comandou pessoalmente as tropas bolivianas contra colonos brasileiros estabelecidos no Acre, então território boliviano. Posteriormente, em 17 de novembro de 1903, Pando firmou o Tratado de Petrópolis, pelo qual a Bolívia cedia o território ao Brasil, em troca de importante compensação econômica e da construção da Estrada de Ferro Madeira-Mamoré.
Sua morte é controversa.
Investigações sobre o caso evidenciam que teria sido vítima de um jovem de 16 anos Alfredo Jáuregui, mas teria morrido de causas naturais, um derrame, depois de beber vinho em sua casa com algumas pessoas; estas, que com medo de serem acusadas, enrolaram o corpo e o atiraram de um barranco. Uma autópsia do corpo chegou a ser feita a pedido do líder da oposição republicana, Bautista Saavedra, em que foi confirmada causas naturais, porém as conclusões reais nunca foram divulgadas e foi creditado que a morte do presidente foi em decorrência dos ferimentos causados pelos homens que estavam com ele, entre os quais estaria Alfredo Jáuregui (outras três pessoas foram condenadas pela morte de Pando, mas somente o jovem morreu, porque a lei da época regia que se mais de uma pessoa fosse condenada pelo mesmo crime, um sorteio decidiria quem pagaria com a vida).
Perdido por 85 anos, um documentário que mostra o seu fuzilamento em 1927, foi encontrado por acaso em março, em estado de decomposição, pela pesquisadora Carolina Cappa, da Cinemateca Boliviana.